# Англо-Америка

Англо Америка на карте

Англо-Америка — собирательное наименование американских стран и территорий, в которых английский является основным языком.
Латинская Америка и соответствующие европейские метрополии (Испания и Португалия) в совокупности составляют Иберо-Америку.
Англо-Америка включает Соединённые Штаты и Канаду в Северной Америке, этот термин часто используется в отношении двух стран вместе. Несмотря на франкоязычное большинство в Квебеке (выделено в светло-зелёный), эта провинция часто рассматривается как часть Англо-Америки в силу исторических, географических, экономических, политических и культурных соображений. Также к Англо-Америке относятся территории Британской Вест-Индии с преобладающим англоязычным населением — Белиз, Бермудские острова и Гайана.
Суммарное население составляет около 352 000 000 человек.